# Omonadus floralis
Omonadus floralis là một loài bọ cánh cứng trong họ Anthicidae. Loài này được Linnaeus miêu tả khoa học năm 1758.

## Hình ảnh

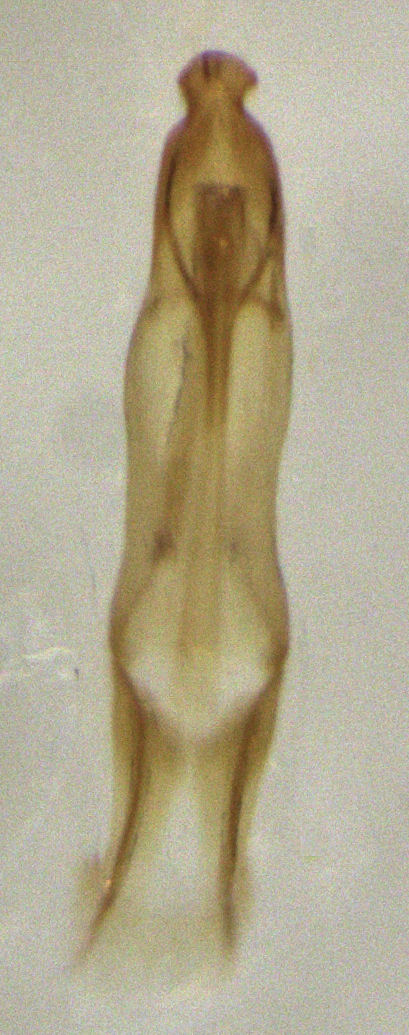
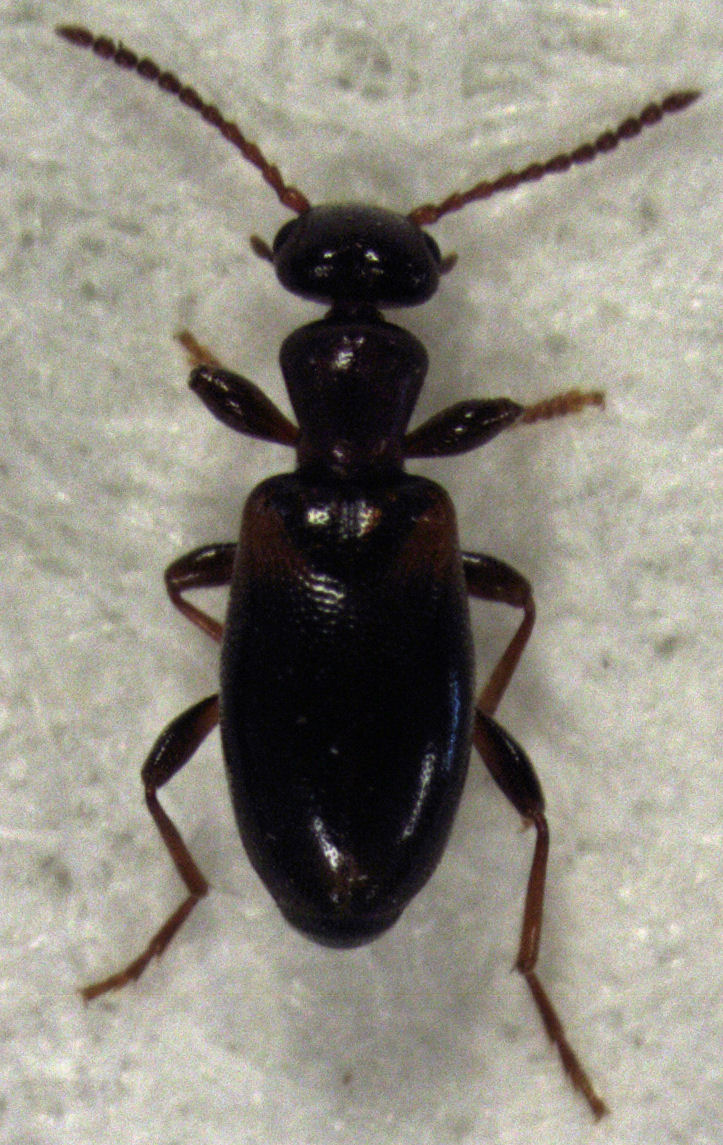
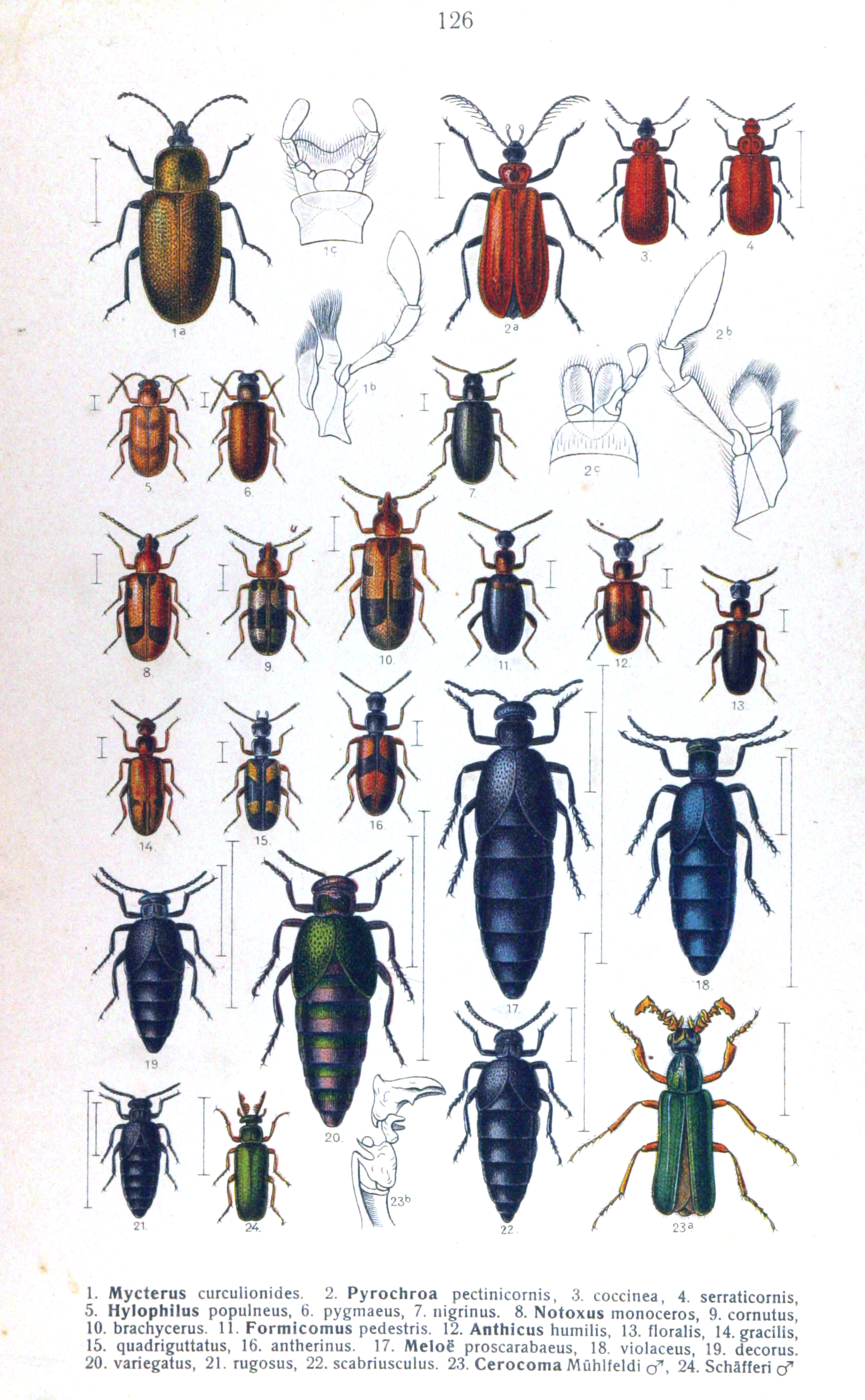